# Terry Brisley
Terence William Brisley, più conosciuto con il diminutivo Terry Brisley (Stepney, 4 luglio 1950) è un ex calciatore inglese, di ruolo centrocampista.

## Carriera
Esordisce tra i professionisti all'età di 17 anni nella stagione 1967-1968 con il Leyton Orient, club della terza divisione inglese; nella stagione 1969-1970 vince il campionato conquistando così la promozione in seconda divisione, categoria nella quale gioca nel quadriennio successivo, fino al 1974; nella stagione 1974-1975 gioca invece in prestito al Southend Utd, con cui disputa 8 partite in terza divisione.
Nell'estate del 1975 si trasferisce al Millwall, in terza divisione, in uno scambio che coinvolge anche il compagno di squadra Barrie Fairbrother e che vede Doug Allder fare il tragitto opposto: con i Lions nella stagione 1975-1976 conquista una promozione in seconda divisione, categoria nella quale milita anche nel biennio successivo: trascorre però in realtà gli ultimi mesi della stagione 1977-1978 al Charlton, altro club londinese di seconda divisione, con cui gioca poi in questa categoria anche per l'intera stagione 1978-1979, per complessive 48 presenze e 5 reti in partite di campionato con la maglia degli Addicks. Tra il 1979 ed il 1981 veste invece la maglia del Portsmouth, con cui nella stagione 1979-1980 conquista tra l'altro una promozione dalla quarta alla terza divisione. Si ritira poi all'età di 32 anni al termine della stagione 1981-1982, trascorsa giocando a livello semiprofessionistico prima con il Maidstone Utd e poi con il Chelmsford City.

## Palmarès

### Club

#### Competizioni nazionali
- Third Division: 1

Leyton Orient: 1969-1970

#### Competizioni regionali
- Eastern Floodlight Cup: 1

Chelmsford City: 1981-1982